# درخشنده‌های باله‌زرین
درخشنده‌های باله‌زرین (نام علمی: Pteronotropis) نام یک سرده از تیره کپورماهیان است.